# Rugby Americas North Sevens Femenino 2019
El Rugby Americas North Sevens Femenino de 2019 fue la decimoquinta edición del torneo de rugby 7 de la confederación norteamericana.
El torneo otorgó 2 plazas para el Torneo Preolímpico Mundial Femenino de Rugby 7 2020.
Se disputó el 6 y el 7 de julio en el Truman Bodden Sports Complex de la ciudad de George Town de las Islas Caimán.

## Fase de grupos

### Grupo A
| Equipo            | Encuentros | Encuentros | Encuentros | Encuentros | Tantos  | Tantos    | Tantos     | Puntos |
| Equipo            | jugados    | ganados    | empatados  | perdidos   | a favor | en contra | diferencia | Puntos |
| ----------------- | ---------- | ---------- | ---------- | ---------- | ------- | --------- | ---------- | ------ |
| Jamaica           | 5          | 5          | 0          | 0          | 164     | 24        | +140       | 15     |
| México            | 5          | 3          | 1          | 1          | 112     | 49        | +63        | 10     |
| Santa Lucía       | 5          | 3          | 0          | 2          | 73      | 42        | +31        | 9      |
| Trinidad y Tobago | 5          | 2          | 1          | 2          | 88      | 61        | +27        | 7      |
| Bermudas          | 5          | 1          | 0          | 4          | 15      | 156       | –141       | 3      |
| Bahamas           | 5          | 0          | 0          | 5          | 20      | 140       | –120       | 0      |

## Fase Final

### Quinto puesto
| 7 de julio | Bermudas | 5 - 22 | Bahamas |  |  |

### Tercer puesto
| 7 de julio | Santa Lucía | 22 - 0 | Trinidad y Tobago |  |  |

### Final
| 7 de julio | Jamaica | 15 - 19 | México |  |  |

| Bandera de México |
| Campeón México    |
| Cuarto título     |